# Amata phepsalotis
Amata phepsalotis  là một loài bướm đêm thuộc phân họ Arctiinae, họ Erebidae.